# Hrabstwo Hodgeman

Piramida wieku hrabstwa

Hrabstwo Hodgeman – hrabstwo położone w USA w stanie Kansas z siedzibą w mieście Jetmore. Założone 26 lutego 1867 roku.

## Miasta
- Jetmore
- Hanston

## Sąsiednie Hrabstwa
- Hrabstwo Ness
- Hrabstwo Pawnee
- Hrabstwo Edwards
- Hrabstwo Ford
- Hrabstwo Gray
- Hrabstwo Finney